# Палуди
Палуди (итал. Paludi) — коммуна в Италии, располагается в регионе Калабрия, подчиняется административному центру Козенца.
Население составляет 1950 человек, плотность населения составляет 48 чел./км². Занимает площадь 41 км². Почтовый индекс — 87060. Телефонный код — 0983.
Покровителем коммуны почитается святой Климент, папа Римский, празднование 23 ноября.